# السرايا الحميدية (اللاذقية)
السرايا الحميدية في اللاذقية بناها متصرِّف اللاذقيَّة شكري باشا في عام 1905م لتكون مقرَّاً لدوائر الحكومة بدلاً من السرايا القديمة التي كانت في حي القلعة، وعُرفت بهذا الاسم نسبةً إلى السلطان عبد الحميد الثاني. يُستخدمُ بناء حاليا مقرَّ لقيادة شرطة محافظة اللاذقيَّة.

## الموقع
تقع بالقرب من شارع بغداد، الذي كان يُدعى آنذاك "شارع كايلا" نسبةً إلى حاكم اللاذقيَّة الفرنسيّ "كايلا"، في حي الكامليَّة، على شارع 18 آذار مقابل القنصلية الإسبانية.